# Oporinia polata
Oporinia polata är en fjärilsart som beskrevs av John Obadiah Westwood 1845. Oporinia polata ingår i släktet Oporinia och familjen mätare. Inga underarter finns listade i Catalogue of Life.